# Власенко, Георгий Васильевич
Георгий Васильевич Власенко (род. 19 марта 1953, Харьков) — российский музыкант, певец, участник ВИА «Самоцветы». Работал в популярных эстрадных коллективах СССР. Почётный деятель искусств города Москвы (2023).

## Биография
Я родился в городе Харькове на Украине. В моей семье музыкантов не было, но папа и мама очень хорошо пели. У отца был голос как у Лемешева. В шесть лет меня отдали в музыкальную школу по классу фортепиано. Потом пошел в общеобразовательную и в итоге окончил школу по классу дирижирования. У нас с 9-го класса не было точных наук, остались только гуманитарные. А в 65 году я услышал Битлз и… заболел. На всю жизнь.Георгий Власенко
Обучался 11 классов в Харьковской средней специальной музыкальной школе-интернате.
Георгий Власенко — выпускник Харьковский национальный институт искусств имени И. П. Котляревского по классу хорового дирижирования.
Работу на профессиональной сцене начал в 1975 году в Белорусской государственной филармонии в ансамбле певца Виктор Вуячича.
С 1977 года работал в московских концертных программах варьете. Занимался записью музыки к фильмам на студии «Мосфильм». Сотрудничал с Аллой Пугачёвой, Александром Зацепиным. Участвовал в записи песен к фильмам «Центровой из поднебесья», «Фантазии Веснухина», «Повар и певица», «31 июня» и другим, и к первой сольной пластинке Аллы Пугачёвой: «Если долго мучиться», До свиданья, лето" и другим.
С 1981 года работал в группе Стаса Намина «Цветы».
В вокально-инструментальном ансамбле «Самоцветы» работал с 1985 по 1987 год.
С 1987 по 1995 годы работал в ансамблях Лаймы Вайкуле и Михаила Муромова.
В 1988 году работал в группе «Компания».
С 1995 года вновь участник ВИА «Самоцветы».
В мае 2020 года специально к юбилею Победы вместе с сыном Богданом Власенко сняли и смонтировали видеоклип на песню «Сталинградская площадь в Париже» в условиях самоизоляции для «Самоцветов». Премьера состоялась 9 мая 2020 года в день Победы.
В 2022 году принял участие в марафоне «Zа Россию» в поддержку вторжения России на Украину. 1 июня 2022 года Латвия запретила Георгию Власенко въезд в страну из-за поддержки вторжения и оправдывания российской агрессии.
26 января 2023 года Указом № 44-УМ мэра Москвы Сергея Собянина за большой вклад в развитие культуры и многолетнюю творческую деятельность Георгию Власенко было присвоено звание «Почётный деятель искусств города Москвы».
Продолжает выступать, гастролируя в составе группы «Самоцветы» с Еленой Пресняковой, Александром Нефёдовым и Анатолием Котовым. Активно принимает участие во всех аранжировках группы «Самоцветы», играет на клавишных инструментах, является репетитором.

## Личная жизнь
С середины 2000-х женат на Ирине Власенко. Сын — Богдан (род. в 2006 году).

## Дискография(в составе группы «Самоцветы»)
Альбомы
- 1996 — «20 лет спустя»
- 1997 — «Мы стали другими»
- 2003 — «Первая любовь»
- 2003 — «Колоколенка»
- 2012 — «„Самоцветы“ в окружении звёзд» (сольная композиция Георгия Власенко «Я к тебе не вернусь»)
- 20?? — «Неизданное» («Подмосковье», «Море любви», «Колыбельная», «Заново», «Любовь-Вода», «Москва»)

## Выступления
1. Георгий Власенко и группа «Сладкий яд» — «У каждого своя семья»
2. Георгий Власенко и группа «Сладкий яд» — «Беда»
3. Георгий Власенко и группа «Сладкий яд» — «Нет одиночества»
4. Георгий Власенко — «Мне нравится, что вы больны не мной»[6]

## Видео(в составе группы «Самоцветы»)
1. Прошлогодние глаза (1997)
2. Это Москва (2007)
3. Снег Рождества (2007, 2012 HD)
4. Мой адрес — Советский Союз (2010)
5. Любовь-Вода (2015)
6. Сталинградская площадь в Париже (2020)